# Antonio Rosetti (escultor)
Antonio Rosetti o Rossetti escultor nacido en Milán en el 31 de octubre de 1819. Su obra la desarrolló en Roma. Una muestra de su trabajo se en encuentra en el museo Salford Le cupide merchant, así como en el Museo Soumaya Plaza Carso con su obra Amor Secreto. Se le identifica como un miembro o persona cercana a la Hermandad Prerrafaelita, fundada en septiembre de 1848 y está considerado dentro del Romanticismo.